# Science Fantasy
Pour le sous-genre de la fantasy, voir Science fantasy.
Science Fantasy est un magazine de fantasy et de science-fiction britannique.
Il est lancé en 1950 par Nova Publications, qui édite déjà le magazine de science-fiction New Worlds, et dirigé par John Carnell jusqu'en 1964. Racheté par l'éditeur Roberts & Vinter, il est ensuite dirigé par Kyril Bonfiglioli, qui change le titre du magazine en 1966 pour Impulse, puis SF Impulse. Soumis à des difficultés financières, Roberts & Vinter met un terme à son existence en 1967.
Dans les années 1950, Science Fantasy publie des auteurs de science-fiction tels que John Brunner, Kenneth Bulmer et Brian Aldiss. Il publie de plus en plus de fantasy à partir du milieu de la décennie, avec des auteurs comme Thomas Burnett Swann ou Michael Moorcock, qui vend plusieurs nouvelles du cycle d'Elric au magazine au début des années 1960.

## Histoire éditoriale

### Création
Au début de l'année 1946, l'éditeur britannique John Carnell fonde un nouveau magazine de science-fiction baptisé New Worlds et publié par Pendulum Publications. Le premier numéro, sorti en juillet, connaît des ventes médiocres ; le deuxième, sorti en octobre, s'en sort mieux, mais Pendulum fait faillite après la sortie du no 3. Un groupe de fans de science-fiction, parmi lesquels Carnell lui-même et Frank Cooper, décide de reprendre le flambeau et fonde l'entreprise Nova Publications Ltd. pour reprendre la publication de New Worlds, dont le quatrième numéro sort en avril 1949.
Pendant ce temps, un journaliste amateur de science-fiction nommé Walter Gillings lance de son côté un magazine nommé Fantasy. Trois numéros sortent entre 1946 et 1947, date de sa disparition. Gillings se retrouve avec une petite réserve de nouvelles non publiées, de quoi remplir neuf numéros. En lieu et place de son magazine, il démarre un fanzine, Fantasy Review, en mars 1947, rebaptisé Science Fantasy Review en 1949.
En 1950, New Worlds est devenu un trimestriel stable et Nova Publications décide de lancer un deuxième magazine, Science Fantasy. L'entreprise fait appel à Walter Gillings comme rédacteur en chef et son fanzine devient une rubrique au sein du nouveau magazine. Le premier numéro est daté de l'été 1950, mais une dispute avec l'imprimeur retarde la sortie du deuxième jusqu'à l'hiver, et le rationnement du papier fait que le troisième ne sort qu'à l'hiver 1951. Gillings est renvoyé après la sortie du no 2 pour des raisons financières, Nova estimant ne pas avoir les moyens de payer un rédacteur en chef pour chacun de ses deux magazines. Carnell, qui suggère par la suite que des différences d'opinion ont également pu contribuer au renvoi de Gillings, prend ainsi la tête de Science Fantasy.

### Sous John Carnell
Après la sortie du no 6 (printemps 1953), Nova Publications décide de changer d'imprimeur pour réduire les coûts et baisser le prix du magazine de 2/- (2 shillings) à 1/6 (1 shilling et 6 pence). Ils font appel à Carlton Press, mais leur nouvel imprimeur ne respecte pas les délais et produit des magazines de piètre qualité. Des grèves s'ajoutent à ces problèmes et viennent retarder la sortie du no 7,. Durant cette période difficile, Carnell organise une réunion d'écrivains de science-fiction célèbres avec un ami journaliste, Maurice Goldsmith, à laquelle assistent notamment Arthur C. Clarke et John Wyndham. Goldsmith rédige un compte-rendu de cette réunion pour l'hebdomadaire Illustrated qui attire l'attention de Maclaren & Sons Ltd. Cette maison d'édition, spécialisée dans les ouvrages techniques, cherche à étendre son catalogue en lançant un nouveau magazine de science-fiction. Au terme de négociations avec Carnell, Maclaren finit par prendre le contrôle de Nova Publications et s'engage à publier New Worlds à un rythme mensuel et Science Fantasy à un rythme bimensuel. Le département juridique de Maclaren permet de résoudre les différents avec Carlton Press et le no 7 de Science Fantasy finit par sortir en mars 1954.
Nova lance un troisième magazine en 1958 en publiant la version britannique du périodique américain Science Fiction Adventures. Il est édité jusqu'en mai 1963, date à laquelle ses ventes décroissantes entraînent son arrêt. À cette date, New Worlds et Science Fantasy souffrent également de mauvaises ventes, avec une circulation estimée à 5 000 exemplaires seulement. En septembre, Nova prend la décision d'arrêter les deux magazines ; en prévision de leur disparition, Carnell signe un contrat avec l'éditeur Dennis Dobson (en) pour une anthologie intitulée New Writings in SF. L'annonce de l'arrêt prochain des magazines suscite des réactions parmi leur lectorat, avec notamment une lettre d'un jeune Michael Moorcock, éditée dans le numéro d'avril 1964 de New Worlds, qui s'inquiète des conséquences de leur disparition.

### Rachat par Roberts & Vinter
Au début de l'année 1964, David Warburton, qui travaille pour la maison d'édition Roberts & Vinter, apprend la disparition prochaine de New Worlds et Science Fantasy. Or, les titres que publie Roberts & Vinter souffrent d'une mauvaise distribution, alors que les deux magazines de Nova Publications sont bien installés chez les deux grands distributeurs britanniques que sont John Menzies (en) et W.H. Smith. Robert & Vinter décide donc de racheter les deux titres afin d'améliorer la distribution de ses propres magazines. Déjà occupé par New Writings in SF, Carnell ne souhaite plus diriger les deux magazines et suggère à Warburton de faire appel à Moorcock, tandis qu'un ami de l'écrivain Brian Aldiss, un marchand d'art d'Oxford nommé Kyril Bonfiglioli, exprime également son intérêt pour le poste. Warburton offre à Moorcock le choix entre les deux et ce dernier opte pour New Worlds, laissant Science Fantasy à Bonfiglioli.
Le premier numéro édité par Bonfiglioli est le no 65, daté de juin-juillet 1964. Il marque un changement de format pour le magazine, qui passe de digest à paperback. Son rythme de publication est légèrement erratique jusqu'en mars 1965, à partir de quoi il devient strictement mensuel. Bonfiglioli est toujours prêt à acheter des nouvelles à des auteurs débutants et ne courtise pas particulièrement les grands noms. Ses lettres de refus sont toujours longues et détaillées, ce qui est utile pour les jeunes écrivains, mais il a également la réputation d'être paresseux et la majeure partie du travail éditorial le plus ingrat incombe à ses assistants James Parkhill-Rathbone, puis Keith Roberts.
Bonfiglioli n'aime pas le titre du magazine, qui lui semble promettre « le pire des deux mondes ». Son éditeur le dissuade d'adopter comme nouveau titre Caliban et il finit par opter pour Impulse. Le premier numéro à porter ce nom est celui de mars 1966, qui est également numéroté « volume 1, numéro 1 », comme pour rompre tout lien avec Science Fantasy,. Ce changement de nom s'avère désastreux car un autre magazine s'appelle déjà Impulse, ce qui suscite des problèmes de distribution. En outre, qui dit nouveau périodique dit nouveau contrat de distribution. Bonfiglioli s'efforce de résoudre la confusion en adoptant un nouveau titre, SF Impulse, en août 1966, mais le mal est fait et la circulation du magazine chute.
À la fin de l'année 1966, les activités de marchand d'art de Bonfiglioli lui ont suffisamment rapporté pour qu'il décide d'aller prendre sa retraite à Jersey. Après son départ, l'écrivain J. G. Ballard joue brièvement le rôle de rédacteur en chef de SF Impulse, mais ses vues ne coïncident pas avec celles de Roberts & Vinter et il est rapidement remplacé par l'Américain Harry Harrison. Contraint de quitter l'Angleterre peu après, ce dernier laisse la majeure partie du travail à Keith Roberts,. Malgré les problèmes causés par son changement de titre, le magazine reste profitable, mais la maison d'édition est durement touché par la faillite de son distributeur Thorpe & Porter (en) en juillet 1966. Sous pression, Roberts & Vinter décide de se concentrer sur ses magazines les plus vendeurs et SF Impulse disparaît après son douzième numéro, daté de février 1967. De son côté, New Worlds parvient à survivre grâce à une subvention du Conseil des arts de Grande-Bretagne obtenue grâce aux efforts de Brian Aldiss,.

## Contenu et accueil

### Les années 1950
Le premier numéro de Science Fantasy inclut des nouvelles de J. M. Walsh (« The Belt »), Arthur C. Clarke (« Time's Arrow ») et John Christopher, sous le pseudonyme de Christopher Youd (« Monster »). Walter Gillings y inclut également des rubriques comme son fanzine Science Fantasy Review, réduit à une poignée de pages, et une critique d'un article de Jacob Bronowski sur la science-fiction paru dans le Continental Daily Mail. Trois critiques de livres y figurent, deux par Gillings (sous des pseudonymes) et une par John Aiken, le fils du poète Conrad Aiken.
Lorsque Carnell devient rédacteur en chef de Science Fantasy, il compte le distinguer de New Worlds en y publiant davantage de fantasy tout en ne publiant plus que de la science-fiction dans New Worlds. Il faut néanmoins un certain temps aux deux magazines pour développer leur propre identité. Carnell abandonne également les rubriques de non-fiction, à l'exception d'une série d'éditoriaux offerts à diverses personnalités. Sous son égide, un numéro typique de Science Fantasy propose une novella (illustrée en couverture) et un certain nombre de nouvelles plus courtes,. Des récits n'ayant pas leur place dans New Worlds font leur apparition dans les pages de Science Fantasy, comme « Eternity » de William F. Temple dans le numéro de février 1955 (des extra-terrestres fournissent mystérieusement des halos à des milliers de personnes) ou « Free Will » de Dal Stiven (une histoire de fantômes de robots). En revanche, les récits fantasques à la Unknown sont rares.
À eux deux, John Brunner et Kenneth Bulmer fournissent bon nombre des novellas de Science Fantasy dans les années 1950. La première histoire de Brunner que publie le magazine est « The Talisman » (septembre 1955). Au cours des années qui suivent, il fournit aussi bien des textes de fantasy (« A Time to Read », décembre 1956) que de science-fiction (« Lungfish », décembre 1957). Bulmer apparaît quant à lui pour la première fois dans les pages de Science Fantasy en juin 1955 avec « Psi No More » et devient un contributeur régulier par la suite. Une version courte de Croisière sans escale, premier roman de Brian Aldiss, figure dans le numéro de février 1956. Aldiss offre ensuite quelques nouvelles expérimentales au magazine.
Carnell estime que Science Fantasy est d'une meilleure qualité littéraire que New Worlds, même si le second se vend toujours mieux que le premier. Son haut niveau d'exigence explique que les anthologies Year's Greatest SF éditées par Judith Merril incluent de nombreux textes publiés dans Science Fantasy. Il lui arrive d'avoir recours à des republications pour remplir ses pages en choisissant des textes de fantasy excentriques, comme « Space-Time for Springers » de Fritz Leiber ou « The Graveyard Reader » de Theodore Sturgeon. Vers la fin des années 1950, Carnell réintroduit des rubriques de non-fiction dans le magazine, avec notamment une série d'articles de Sam Moskowitz retraçant les débuts de la science-fiction à travers ses grandes personnalités, comme Edgar Allan Poe. Ces articles sont compilés par la suite au sein du livre Explorers of the Infinite. Les illustrations sont de qualité variable selon le critique Brian Stableford, qui cite Brian Lewis (en), auteur de la quasi-totalité des couvertures du magazine entre 1958 et 1961.

### Les années 1960
Pour l'historien Mike Ashley, le début des années 1960 marque l'apogée qualitative de Science Fantasy. Le magazine est nommé à trois reprises pour un prix Hugo entre 1962 et 1964, sans jamais remporter de trophée. Durant cette période, les écrivains les plus réguliers dans les pages du magazine sont Thomas Burnett Swann, Michael Moorcock et J. G. Ballard. Burnett Swann est édité pour la première fois dans le numéro d'août 1960 avec la nouvelle « The Dryad-Tree » et son genre de fantasy historique, à l'image de sa novella Where Is the Bird of Fire? (une version de la légende de Romulus et Rémus) est très apprécié des lecteurs. Ballard devient un contributeur régulier après sa première apparition dans Science Fantasy (« Prima Belladona », décembre 1956). Il réserve progressivement à Science Fantasy et New Worlds ses textes les plus expérimentaux, qui annoncent le mouvement de new wave. « La Cité qui rêve », première histoire d'Elric de Melniboné, le plus célèbre des anti-héros inventés par Moorcock, apparaît dans le numéro de juin 1961 de Science Fantasy. Par la suite, Moorcock apparaît dans la quasi-totalité des numéros édités par Carnell. Carnell publie également la première nouvelle de Terry Pratchett, « The Hades Business », dans le numéro d'août 1963.
Dans son premier éditorial, Kyril Bonfiglioli se plaint de la piètre qualité des textes qui lui sont soumis. Il sollicite Brian Aldiss, qui lui propose quelques nouvelles rédigées au début de sa carrière. Ses premiers numéros en tant que rédacteur en chef voient l'arrivée d'un nouveau contributeur régulier, Keith Roberts, qui fournit également les illustrations de plusieurs couvertures. Au même moment, deux romans de Thomas Burnett Swann sont prépubliés dans les pages de Science Fantasy, Le Jour du Minotaure et The Weirwoods. Dans l'ensemble, Bonfiglioli se fie avant tout à ses goûts personnels, sans suivre de ligne éditoriale clairement définie. Christopher Priest décrit le magazine sous son égide comme une publication « excentrique et cultivée, avec une atmosphère bien à elle ».
Lors de la World Science Fiction Convention de 1965, organisée à Londres, Bonfiglioli parvient à convaincre plusieurs écrivains célèbres de fournir des textes pour un numéro spécial ayant pour thème le sacrifice. Ce numéro est le premier à paraître sous le nom de Impulse, en mars 1966. Parmi les auteurs ayant répondu à son appel, on trouve James Blish, Brian Aldiss, Harry Harrison, J. G. Ballard, Poul Anderson, Jack Vance et Keith Roberts qui offre « The Signaller », première nouvelle de l'univers de Pavane. La qualité des numéros suivants ne peut rivaliser, mais Mike Ashley estime qu'au cours de sa brève existence, Impulse a tout de même proposé certains des meilleurs textes jamais parus dans la presse spécialisée britannique. Des écrivains comme Christopher Priest ou Chris Boyce (en) y publient quelques-unes de leurs premières nouvelles, et deux romans y sont prépubliés : Soleil vert de Harry Harrison et Le Navire des glaces de Michael Moorcock. Stableford souligne la qualité des couvertures, dont la plupart sont réalisées par Roberts dans un style semi-abstrait très éloigné des conventions du genre.